# Sergio Gabriel Villanueva

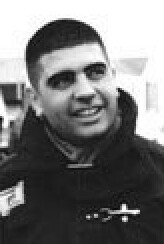
Sergio Gabriel Villanueva, héroe del 11-S.

Sergio Gabriel Villanueva (Bahía Blanca, 4 de julio de 1968; † 11 de septiembre de 2001) fue un bombero argentino fallecido mientras rescataba a las víctimas de los atentados del 11 de septiembre de 2001 en las Torres Gemelas de Nueva York. Ha sido considerado uno de los héroes de la jornada.

## Biografía

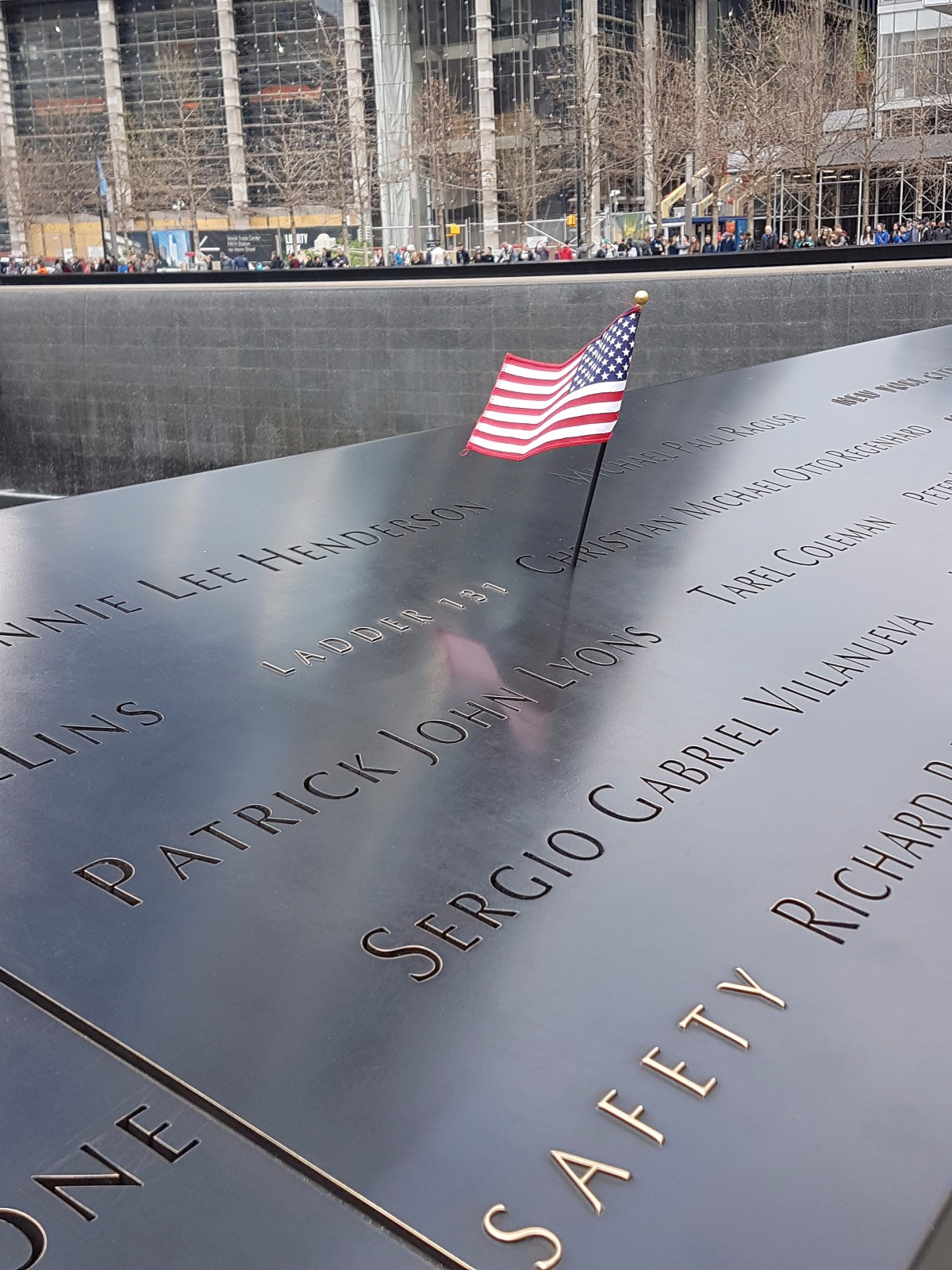
El nombre de Villanueva se encuentra en el panel S-23 de la piscina sur del National September 11 Memorial & Museum.

Sergio Gabriel Villanueva nació en Bahía Blanca, Provincia de Buenos Aires, Argentina. Fue un policía y bombero bahiense que integró el contingente de bomberos que actuó en los rescates del 11-S en Nueva York.
En 1970 llegó con sus padres a Nueva York, como inmigrantes argentinos. Se instalaron en Flushing, Queens. En el 2001, Sergio estaba de comprometido a casarse con Tanya Béjasa.  Todos lo conocían por su sobrenombre “Big Daddy”. 
En 1992 se incorporó al Departamento de Policía de la Ciudad de Nueva York, en el precinto 46 y luego desempeñándose como policía antinarcóticos.  En 1999, Sergio se unió al Departamento de Bomberos de Nueva York, unidad escalera 132.
Fuera de su servicio en el Departamento de Bomberos, Sergio Villanueva se destacaba como atleta futbolista, líder del equipo del Departamento de Policía y luego de los Bomberos de Nueva York.

## El héroe

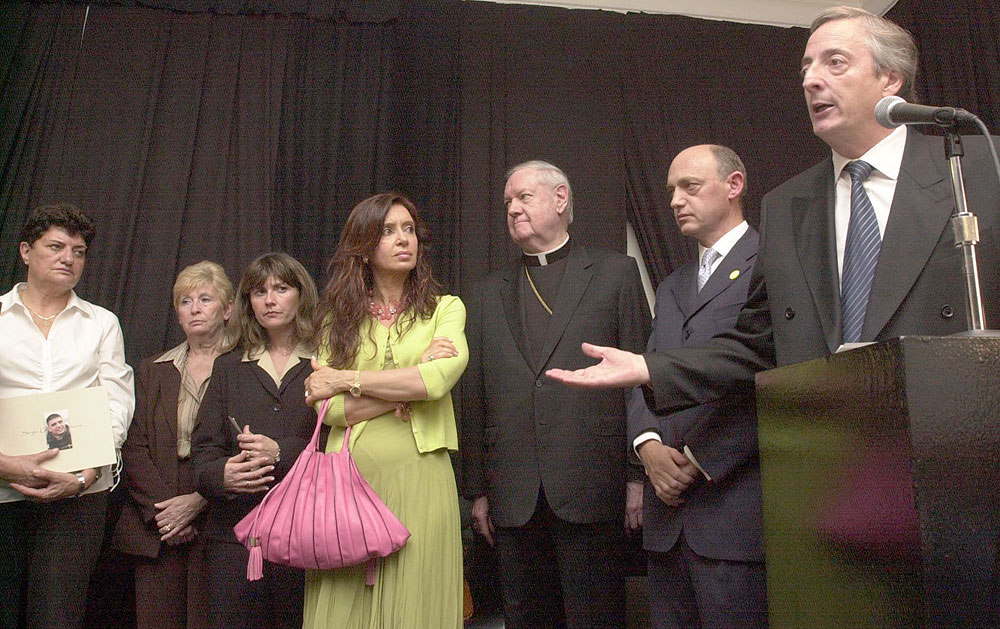
El presidente Néstor Kirchner homenajea a las víctimas argentinas del 11-S.

Sergio Villanueva se destacaba por su carácter alegre y solidario. Su madre lo recuerda así:

El era un arriesgado, un chico que no le tenía miedo a nada. Era completamente servicial, le gustaba dar servicio a quien fuera. El salía de su ruta para ayudar a alguien.

El 11 de septiembre de 2001, a las 8 de la mañana, Sergio Villanueva había terminado su servicio y se disponía a ir a dormir. Se encontraba aún en el cuartel cuando sonó la alarma. Villanueva volvió a cambiarse y se dispuso a sumarse al rescate.
Villanueva ingresó a la Torre Norte con la escalera 132, poco después de que el segundo avión impactara la Torre Sur. Después de éstos momentos, jamás se supo nada más de él.
El Cuerpo de Bomberos perdió 343 miembros; 15 eran de origen hispano, y cuatro eran argentinos. A pesar de ello, su cuerpo nunca jamás fue hallado. Fue considerado como uno de los héroes del 11 de septiembre de 2001. 
El alcalde de Nueva York Michael Bloomberg se refirió públicamente a Sergio Villanueva con estas palabras:

Hay un manojo de personas que nacieron para servir y dar el ejemplo. Sergio era uno de ellos. Todos nosotros estamos más seguros gracias a Sergio.

Debido a la pasión de Sergio Villanueva por el fútbol a su muerte fue creada la Fundación de Fútbol Bombero Sergio G. Villanueva. La Fundación Villanueva patrocina la Beca Villanueva en la Universidad Hofstra y el Colegio Santa Cruz, y aloja clínicas de fútbol y cursos educativos. 
Para celebrar su vida y memoria la Universidad de Hofstra ha creado Beca Memorial Sergio G. Vilanueva. La Beca Villanueva tiene como fin expreso asistir a estudiantes-atletas a completar su educación universitaria. Los aspirantes deben acreditar una actitud ética de la vida, íntegridad y valentía, capaz de ejemplificar la vida de Sergio Villanueva.

## En memoria
En homenaje a los cuatro argentinos asesinados en el atentado del 11-S el gobierno de la Argentina colocó una placa de manera permanente en la entrada del consulado argentino en Nueva York.

### Otros argentinos muertos en el 11-S
- Pedro Grehan
- Mario Luis Santoro
- Gabriela Waisman